# Satigny
Satigny (/satiɲi/ ou /satini/) est une commune suisse située dans le canton de Genève.

## Géographie

Vue aérienne (1964)

Satigny mesure 18,92 km2, ce qui en fait la commune la plus étendue du canton. 19,5 % de cette superficie correspond à des surfaces d'habitat ou d'infrastructure, 59,5 % à des surfaces agricoles, 18,6 % à des surfaces boisées et 2,5 % à des surfaces improductives.
Satigny comprend les quartiers de Montfleury, Peney-Dessus, Satigny-Dessous et Satigny-Dessus, tandis que la commune intègre les localités de Bourdigny, Peney, Choully, Montfleury et Peissy. Elle fait partie de la région du Mandement et est limitrophe de Meyrin, Vernier, Bernex, Aire-la-Ville, Russin et Dardagny, ainsi que de la France.
La ville est desservie par la gare CFF de Satigny.

## Toponymie
Le nom de la commune, qui se prononce /satiɲi/ ou /satini/, dérive d'un gentilice Sattinius, propriétaire d'un domaine rural, et d'un suffixe celtique -akos/-acum désignant un lieu.
Sa première occurrence écrite remonte à 912, sous la forme de Satiniatis.

## Histoire
Au Xe siècle, Satigny possède un ensemble de couvents dépendants de l'abbaye bénédictine Saint-Martin d'Ainay, à Lyon. En 1134, cet ensemble religieux passe sous l'égide du chapitre cathédral de Saint-Pierre à Genève.
À l'adoption de la Réforme protestante en 1536, tous les biens sont cédés à la seigneurie et République de Genève.
Le château de Peney eut un rôle de bastion catholique dans la Genève réformée. Les Genevois détruisirent le château en février 1536 comme l'église attenante, qui fut reconstruite à l'emplacement de la chapelle actuelle au XVIIIe siècle.
Le village de Bourdigny, propriété partielle de la seigneurie des barons de Gex, rejoint la commune en 1749 à la suite du traité de Paris.
Le 30 mai 1817, le village de Peney est détaché de Russin pour être rattaché à la commune de Satigny.

## Politique

### Administration
Le Conseil administratif est composé de 3 conseillers administratifs, dont l'un est nommé maire pour une année. Les trois conseillers se répartissent les dicastères pour la législature de 5 ans. L'exécutif de la commune, entré en fonction le 1er juin 2025, se compose de la façon suivante:
| Identité       | Étiquette | Étiquette           | Fonction (Période 2025-2026) | Dicastères                                                   |
| -------------- | --------- | ------------------- | ---------------------------- | ------------------------------------------------------------ |
| Philippe Plan  |           | Satigny, ma commune | Maire                        | Bâtiments, infrastructures et cohésion social                |
| André Tinguely |           | Satigny, ma commune | Conseillé administratif      | Promotion économique, agriculture, environnement et finances |
| Anne Revaclier |           | LJS                 | Conseillère administrative   | Sécurité, mobilité, aménagement et emplacements communaux    |

Le Conseil municipal est composé de 27 membres. Il est dirigé par un bureau composé d'un président, d'un vice-président et d'un secrétaire. Des commissions, dans lesquelles les partis élus au conseil municipal sont représentés par 1 ou 2 commissaires, proportionnellement à leur nombre de sièges en plénière, traitent des sujets particuliers : finances, bâtiments, affaires sociales, etc.[réf. nécessaire] Lors des élections municipales du 23 mars 2025, le conseil municipal est renouvelé et représenté de la façon suivante :
| Parti                                                 | Voix | Suffrages en % | +/-   | Sièges | +/- |
| ----------------------------------------------------- | ---- | -------------- | ----- | ------ | --- |
| Satigny ma commune                                    | 435  | 35,76 %        | 35,76 | 7 / 19 | 7   |
| L'alternative                                         | 283  | 21,93 %        | 8,82  | 4 / 19 | 2   |
| Union démocratique du centre (UDC)                    | 210  | 16,59 %        | 5,82  | 3 / 19 | 1   |
| Liberté et Justice sociale (LJS)                      | 201  | 15,93 %        | 15,93 | 3 / 19 | 3   |
| Assemblage (Le Centre - Vert'libéraux - Indépendants) | 119  | 9,79 %         | 11,07 | 2 / 19 | 2   |

### Liste des maires puis des conseillers administratifs
Entre 1815 et 2011, la commune de Satigny n'avait pas de conseil administratif mais seulement des maires et des adjoints élus par la population.
| Période                                  | Période     | Identité              | Étiquette | Étiquette | Qualité                                                                       |  |
| ---------------------------------------- | ----------- | --------------------- | --------- | --------- | ----------------------------------------------------------------------------- |  |
| Les données manquantes sont à compléter. |             |                       |           |           |                                                                               |  |
| 1er juin 1971                            | 31 mai 1991 | Jean-Jacques Portalès |           | PRD       | président de l'Association des Communes Genevoises (ACG) 1983-1987            |  |
| 1er juin 1991                            | 31 mai 2003 | Jean-Daniel Ramu      |           | PRD       |                                                                               |  |
| 1er juin 2003                            | 31 mai 2007 | Daniel Stettler       |           | PRD       | Adjoint au maire jusqu'en 2003                                                |  |
| 1er juin 2007                            | 31 mai 2011 | Martine Roset         |           | PDC       | Députée au Grand Conseil du canton de Genève de 1989 à 1997 et de 2013 à 2015 |  |

Dès 2011, la commune se dote d'un conseil administratif constitué de trois membres.
| Période                                  | Période     | Identité       | Étiquette | Étiquette          | Qualité |
| ---------------------------------------- | ----------- | -------------- | --------- | ------------------ | --- |
| Les données manquantes sont à compléter. |             |                |           |                    | |
| 1er juin 2011                            | 31 mai 2015 | Martine Roset  |           | PDC                | -Maire de 2007 à 2011, en 2011-2012 et 2014-2015 -Députée au Grand Conseil du canton de Genève de 1989 à 1997 et de 2013 à 2015      |
| 1er juin 2011                            | 31 mai 2015 | Philippe Poget |           | Alternative        | -Conseiller administratif de 2007 à 2011 -Maire en 2008-2009 et 2012-2013 Député au Grand Conseil du canton de Genève de 2018 à 2023 |
| 1er juin 2011                            | 31 mai 2020 | Claude Guinans |           | PLR                | -Conseiller administratif de 2007 à 2011 -Maire en 2013-2014, 2015-2016 et 2018-2019                                                 |
| 1er juin 2015                            | 31 mai 2020 | Philippe Bossy |           | Alternative        | Maire en 2017-2018 |
| 1er juin 2015                            | en cours    | Anne Revaclier |           | PLR                | Maire en 2016-2017, 2019-2020, 2020-2021 et 2023-2024                                                                                |
| 1er juin 2020                            | en cours    | Willy Cretegny |           | Alternative        | Maire en 2021-2022 et depuis le 1er juin 2024                                                                                        |
| 1er juin 2020                            | en cours    | Anne Penet     |           | PDC puis Le Centre | Maire en 2022-2023 |

## Population et société

### Gentilés
Les habitants de la commune se nomment les Satignotes (parfois les Satigniçois).
Les habitants de la localité de Bourdigny se nomment les Bourdignotes ; ceux de la localité de Choully se nomment les Choulliotes.

### Démographie

#### Évolution de la population
La commune compte 4 577 habitants au 31 décembre 2023 pour une densité de population de 242 hab/km2. Sur la période 2010-2023, sa population a augmenté de 27,1 % (canton : 14,6 % ; Suisse : 9,4 %).  

#### Pyramide des âges
En 2023, le taux de personnes de moins de 30 ans s'élève à 35,8 %, au-dessus de la valeur cantonale (33,7 %). Le taux de personnes de plus de 60 ans est quant à lui de 20,1 %, alors qu'il est de 22,2 % au niveau cantonal.
La même année, la commune compte 2 320 hommes pour 2 257 femmes, soit un taux de 50,7 % d'hommes, supérieur à celui du canton (48,3 %).
| Hommes | Classe d’âge | Femmes |
| ------ | ------------ | ------ |
| 0,4    | 90 ans ou +  | 1,9    |
| 6,3    | 75 à 89 ans  | 7,7    |
| 11,6   | 60 à 74 ans  | 12,3   |
| 24,4   | 45 à 59 ans  | 23,5   |
| 20,3   | 30 à 44 ans  | 20,1   |
| 17,5   | 15 à 29 ans  | 16,2   |
| 19,5   | - de 14 ans  | 18,3   |

| Hommes | Classe d’âge | Femmes |
| ------ | ------------ | ------ |
| 0,7    | 90 ans ou +  | 1,5    |
| 6,5    | 75 à 89 ans  | 8,8    |
| 13,0   | 60 à 74 ans  | 13,8   |
| 21,7   | 45 à 59 ans  | 21,5   |
| 22,9   | 30 à 44 ans  | 22,4   |
| 18,6   | 15 à 29 ans  | 17,2   |
| 16,7   | - de 14 ans  | 14,8   |

### Sport
Le FC Satigny est créé en 1938. Il comprend 170 juniors et environ 300 membres au total, ce équivaut à 12 équipes, plus l’école de football.

## Économie

### Agriculture
Satigny est la plus grande commune viticole de Suisse avec ses 438 hectares de vignes pour 1 115 hectares de surface agricole utile, soit 40 %. On y dénombre de nombreux cépages rouges comme le gamaret, le pinot noir, le merlot, le gamay, le cabernet sauvignon ou la syrah, ainsi que des cépages blancs tels que le chasselas, l'aligoté, le sauvignon blanc et le viognier.

### Entreprises et commerces
Satigny abrite trois zones industrielles représentant 140 hectares et assurant 6 000 postes de travail répartis sur 560 entreprises aux activités comme l'alimentaire, l'automobile ou les produits chimiques. Il s'agit de la ZIMEYSA (zone industrielle de Meyrin-Satigny), la ZI du Bois-de-Bay (qui regroupe notamment de nombreux démolisseurs de voitures et l’entreprise de gestion de déchets Serbeco) et La Tuillière.

## Culture et patrimoine

### Héraldique
| Blason | Blasonnement : De gueules à la clef à double panneton d'argent, accostée d'un croissant d'or à dextre et d'un soleil figuré du même à senestre. Commentaires : Lorsque le territoire de cette commune formait le mandement de Peney, il existait à Satigny un prieuré dédié à saint Pierre. En 1924, la municipalité s'inspira du sceau de son prieur de 1340 pour créer ses armoiries communales. Les couleurs furent empruntées aux bannières cantonales et fédérales. |

### Patrimoine bâti

#### Montfleury
Château des Bois (ch. de la Combe d’Ornex 10-12), domaine acquis dès 1625 par Francesco Turrettini, devient fief seigneurial dès 1632. Le bâtiment a fait l’objet d’une importante transformation en 1844-1846 pour Jacques Fulpius, qui dispose les bâtiments d’exploitation autour d’une seconde cour.

#### Peney-Dessus
Château de Peney
Le promontoire de Peney-Dessus domine l’embouchure dans le Rhône du ruisseau dit nant d’Avril. L’ancien village fortifié abrite au XIIe siècle le siège du pouvoir épiscopal dans le Mandement. Un nouveau château, implanté plus à l’ouest, et un bourg fortifié sont créés vers 1230-1234 par l’évêque Aymon de Grandson. Le toponyme Châteauvieux rappelle le premier château, tandis qu’une butte conserve le souvenir du second, rasé par les Genevois en 1536-1539. Quant au Bourg-Neuf, on le lit encore dans la disposition des rues de Peney-Dessus ; subsistent en outre la trace des fossés et une chicane donnant accès à l’enceinte.
A Peney-Dessus, le temple (ch. de Châteauvieux 18) date de 1708-1712, construit par Joseph Péchaubet sur le chœur de l’ancienne église paroissiale construite au XIIIe siècle et appuyée à l’enceinte du bourg. Cette sobre architecture protestante conserve des fonts baptismaux du XVe siècle provenant de l’ancienne église de Satigny (voir ci-dessous Peissy).
Le domaine de Châteauvieux abritait une auberge installée dans un vaste ensemble rural du XVIIIe siècle.

#### Satigny-Dessous
Le Saugey (ch. Du Bornalet 9-17), vaste propriété qui comprend une maison haute et des dépendances construites entre 1668 et 1675. En 1680, le domaine est acquis par François Fatio, banquier et fermier des halles de Genève, qui agrandit la maison de maîtres et les dépendances en créant une seconde cour.

#### Satigny-Dessus
Le temple (route de Champvigny 49), ancienne église catholique Saint-Pierre-aux-Liens, s’élève à l’emplacement d’un ancien sanctuaire en bois des VIe et VIIe siècles lui-même établi sur un cimetière burgonde et les ruines d’une villa romaine. La première église en pierre remonte sans doute aux Xe et XIe siècles, en conjonction avec un prieuré de chanoines. Au XIIIe siècle est construite une église gothique dont subsistent le chœur à cinq pans, voûté d’ogives, ainsi qu’une travée de transept et son croisillon méridional (muré), tout comme la porte sud et des contreforts extérieurs. En 1512, le prieuré est supprimé par le pape Jules II. L’édifice devient protestant à la Réforme et dès 1716 l’architecte et maçon Joseph Péchaubet entreprend d’importants travaux. Il dote la nef voûtée de fenêtres ressemblant à celles d’une maison bourgeoise, et crée une nouvelle façade de style classique, ainsi que de puissants contreforts ornés de panneaux moulurés. Le toit est dominé par un clocheton octogonal. Plusieurs restaurations ont fait disparaître les deux tours qui flanquaient l’édifice. À l’intérieur, des « Tables de la Loi », sur papier, ont été sans doute calligraphiées en 1689 par un réfugié français, Jacques Nicol.
Le presbytère (route de Champvigny 51), relié au temple par un mur d’enceinte, a été bâti en 1716-1717 par Joseph Péchaubet à l’emplacement de l’ancien prieuré.
Ancien hospice. Un corps de logis (route de Champvigny 45) accolé au chevet de l’église abritait l’hospice du prieuré, devenu hôtellerie à la Réforme. Il a été vendu en 1556 comme dépendance du domaine du prieuré.
Prieuré (route de Champvigny 46-47) a longtemps abrité les vidomnes de Satigny jusqu’à la suppression du prieuré en 1512, puis a été cédé à des particuliers à la Réforme. Il est rénové en 1610 pour le banquier Francesco Turrettini qui en fait l’une des premières maisons bourgeoises de la campagne genevoise. Cette maison-haute des XVe et XVIe siècles, est appelée « Le donjon » jusqu’au XVIIIe siècle. Des travaux de 1610 ont touché les façades, qui comportent notamment des fenêtres à meneaux. Sur le côté sud de la route, une ferme datée 1688 a été transformée en habitation en 1958.

#### Bourdigny-Dessous
Domaine des Alouettes (ch. de la Vieille-Servette 34-38), exploitation viticole avec maison de maîtres du XIIIe siècle.
La Tour (ch. de la Vieille-Servette 39), maison forte du XVe siècle, rattachée à la famille noble de Bourdigny. L’édifice est agrandi au XVIIe siècle puis encore transformé et doté de nouvelles dépendances au XVIIIe siècle.

#### Bourdigny-Dessus
Le château de Bourdigny-Dessus (ou château Barillet) (route de Bourdigny 71) a été construit après 1717 pour les banquiers Jacques et Robert Butini en reprenant une maison haute du XVIIe siècle. L’édifice est modernisé vers 1773 pour Pierre Pictet de Sergy-Buisson avec réaménagement du corps central ; le perron à double volée reçoit une balustrade marquée du monogramme PB. L’intérieur conserve un poêle en faïence de 1777, de style Louis XV, dû à l’architecte Léonard Racle. Des papiers peint proviennent de la célèbre maison Zuber de Rixheim, vers 1816-1818. Vers le milieu du XIXe siècle, alors que le château a passé à la famille Barillet, la cour d’honneur reçoit une fontaine de style Directoire, réplique de celle de la rue de Babylone, à Paris. L’édifice est agrandi et modifié (aile sud) en 1905 et 1914, pour accueillir un pensionnat catholique pour jeunes filles.
Manoir Sautter (ch. du Tonkin 7-9). La maison construite pour Charles Voulaire peu après 1691 est agrandie dès 1724 par le marchand Abraham Sautter et ses descendants et agrémentée d’un rare jardin clos en terrasse. La maison de maître a été diminuée au XIXe siècle.

#### Choully
A la croisée des chemins, sur la crête (route du Crêt-de-Choully 1), se trouve le bâtiment de l’ancienne douane et ancien Café des Chasseurs, puis A la Réunion, de 1836.
Le château de Choully (route du Crêt-de-Choully 30), s’élève au centre d’un grand domaine constitué à partir de 1667 par le banquier et négociant en soie Jean-Antoine Lullin. Celui-ci construit en 1720-1725 pour son fils Charles Lullin-de-Châteauvieux-Humbert cette imposante résidence, l’une des plus vastes de Genève, de style classique à la française, entre cour et jardin. L’édifice se fait remarquer par ses frontons et son ordre monumental à pilastres toscans. L’intérieur conserve un grand escalier tournant, des salons ornés de boiseries dues au décorateur Jean Jaquet, des papiers peints de style Empire, peut-être mis en place pour la visite de l’impératrice Joséphine de Beauharnais. Vers le mur d’enceinte du parc subsiste une petite chapelle néoclassique de 1850.
Le domaine de Choully (route du Crêt-de-Choully 34-38) a été acquis en 1634 par le négociant Jean-Louis Calandrini. La maison haute, datée 1608, a été progressivement complétée au cours des XVIIIe et XIXe siècles et pourvue de jardins, dépendances et mur d’enceinte.
L’ancien domaine Turrettini-Auriol (route de Crédery 48), créé vers 1638 par Jean Turrettini, comporte une maison de maîtres et ferme qui dépendent du « Château des Bois » à Montfleury. Les bâtiments ont été construits avant 1720 sur trois côtés d’une cour rectangulaire. La villa Auriol (route de Crédery 46) est quant à elle un édifice néoclassique élevé en 1828 dans le parc pour le peintre Charles Joseph Auriol .

#### Peissy
En Paradis (ch. du Paradis 9) villa avec dépendance, construite en style néogothique Tudor vers 1857. Elle a été bâtie pour Alfred Auriol, peut-être par l’architecte Jacques-Louis Brocher .
Maison gothique (route de Crédery 12), ancienne résidence de Jacques Bernard, premier pasteur du temple de Satigny, installé par Calvin en 1542.
Villa néoclassique (route de Peissy 41-47) construite en 1824 pour Jacques-Augustin Galliffe. La dépendance contemporaine se fait remarquer par ses trois hautes portes en plein cintre.
Domaine de Grand’Cour (ou Pellegrin) (route de Peissy 46-50). Cette exploitation viticole comprend sept bâtiments donnant sur une cour fermée à laquelle on accède par une arcade en plein cintre à chanfrein et une porte piétonne à linteau en accolade. L’ensemble s’est développé progressivement à partir du XVIe siècle. Linteau de la porte de grange daté 1605.
Route de l’Allondon 51, façade à clocher-peigne de 1516-1518, vestige de l’ancienne église paroissiale Saint-Paul, citée dès 1295 et démolie par les Galiffe en 1830.

## Festivals et évènements
Le hameau de Choully organise depuis le début du XIXe siècle le « tir des boîtes », qui sont des masses de fonte tronconiques avec de la poudre noire dedans qui détone. Les boîtes peuvent être tirées lors du mariage d'un villageois, avec 11 boîtes qui détonent ou lors d'une naissance, 9 boîtes sont alors tirées pour les filles et 11 pour les garçons. Elles étaient utilisées auparavant pour faire sauter des portes lors d'un siège. Elles sont désormais tirées annuellement en novembre lors de la fête de la Saint-Martin. Cette tradition était auparavant observée dans d'autres communes ainsi qu'en France voisine.
Les caves ouvertes rassemblent tous les vignerons du canton dans les communes de Russin, Dardagny et Satigny afin de découvrir d’excellents vins. Elles se déroulent une fois par année aux alentours du mois de mai.